# Chevrolet Astro
Chevrolet Astro — задньоприводний середньорозмірний ван, що виготовлявся компанією Chevrolet в 1985-2005 роках в двох поколіннях. Поряд з його близнюком GMC Safari, Астро був виведений на ринок пасажирських, а також вантажних перевезень - з двигуном V6; рамним кузовом з переднім розташуванням двигуна, підвіскою на підрамнику, ресорною задньою підвіскою з задніми двостулковими дверима, що вміщає до восьми пасажирів.

## Перше покоління (1985-1994)

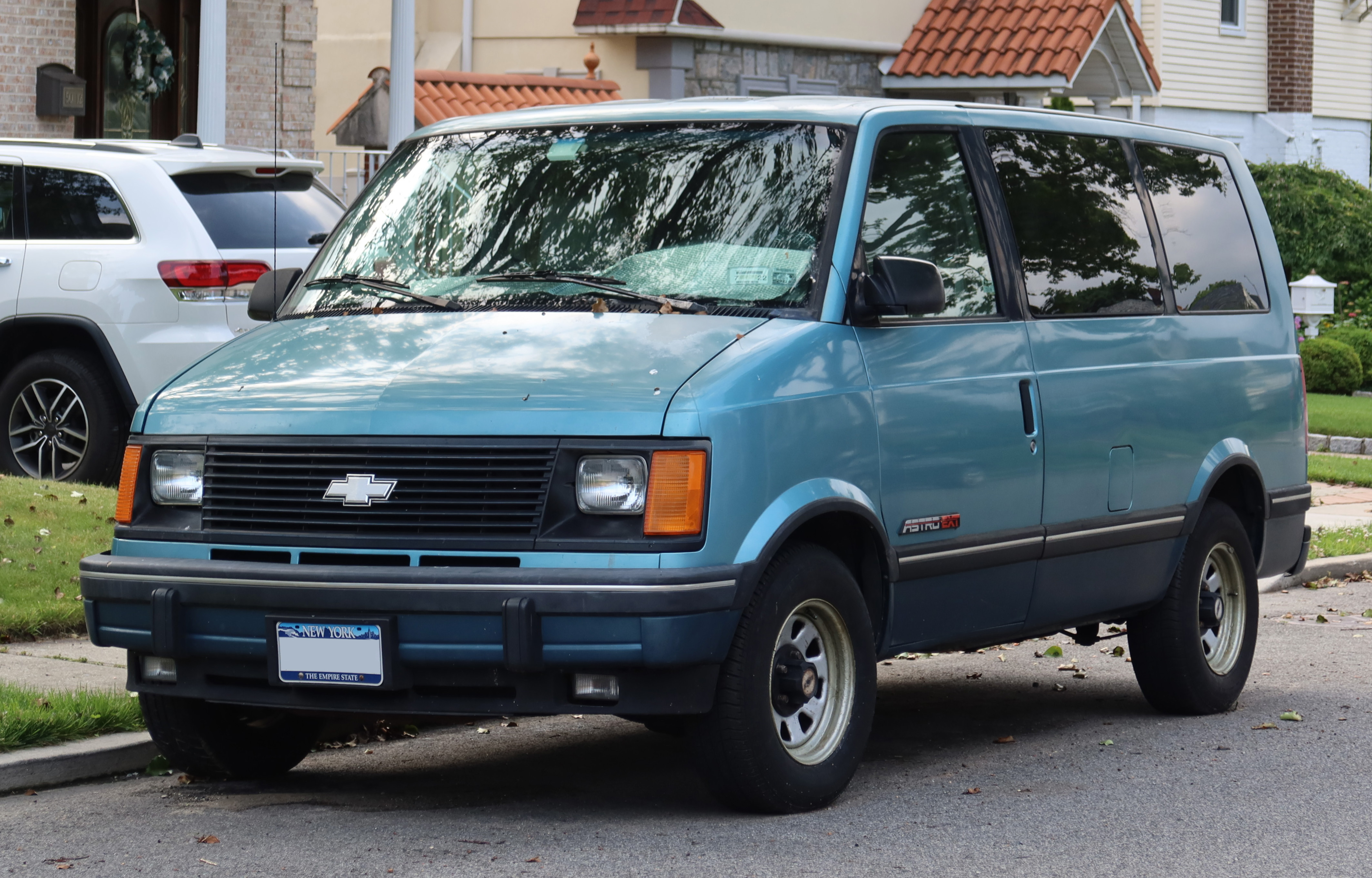
Chevrolet Astro І (1985–1994)

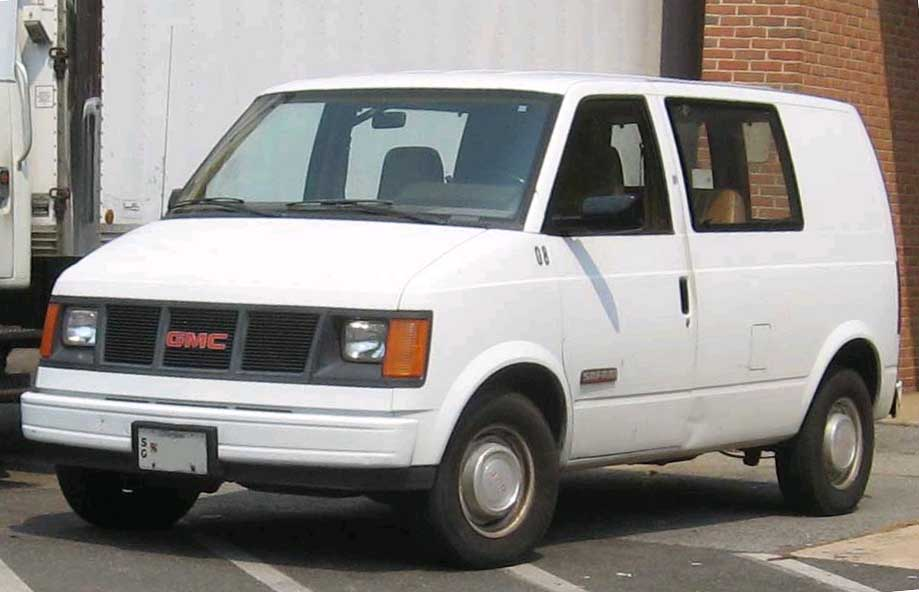
GMC Safari І (1985–1994)

Перше покоління автомобілів Chevrolet Astro дебютувало у 1985 році, і протягом цього часу відбувалася поступова модернізація, включаючи заміну двигунів. З 1990 року почали виробляти автомобілі з повним приводом (AWD) та використанням роздавальної коробки Borg Warner 4472. Також було оновлено приладову панель та гальмівну систему. Починаючи з 1994 року, крім механічної коробки (МКПП), автомобілі стали оснащуватися автоматичною коробкою передач 4L60E.

### Двигуни
- 2.5 L Tech IV I4 98 к.с.
- 4.3 L 4300 V6 165 к.с.
- 4.3 L 4300 V6 200 к.с.

## Друге покоління (1995-2005)

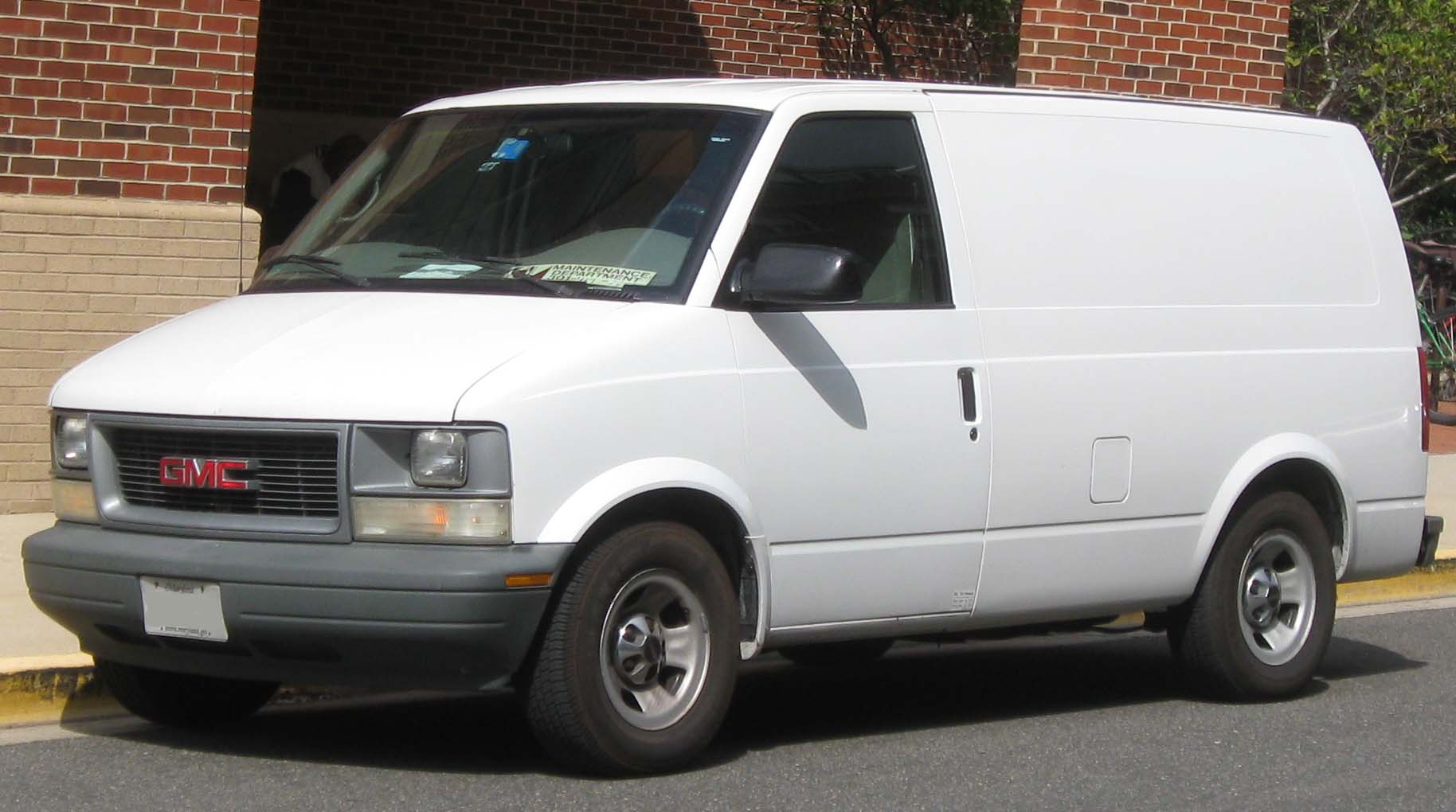
GMC Safari ІІ (1995–2005)

У 1995 році автомобіль Chevrolet Astro пройшов оновлення дизайну. Під час розробки дизайну було враховано досвід Chevrolet Express. З 1996 року автомобіль оснащувався подушкою безпеки. Спочатку автомобіль планувалося зняти з виробництва 2002 року, проте у зв'язку з високим попитом виробництво продовжилося до 2005 року.
З 2003 року на автомобіль ставили колеса від Chevrolet Silverado.

### Двигуни
- 4.3 L V6 190 к.с.